# Clermont (Haute-Savoie)
Clermont, auch Clermont-en-Genevois, ist eine französische Gemeinde im Département Haute-Savoie in der Region Auvergne-Rhône-Alpes.

## Geographie
Clermont liegt auf 640 m, in der Nähe von Seyssel, etwa 20 Kilometer westnordwestlich der Stadt Annecy (Luftlinie). Das Dorf erstreckt sich an aussichtsreicher Lage auf einem Hügel zwischen den beiden Tälern der Flüsse Les Usses im Norden und Fier im Süden, nordöstlich der Montagne des Princes, im Genevois.
Die Fläche des 6,98 km² großen Gemeindegebiets umfasst einen Abschnitt des westlichen Genevois. Das Gebiet wird vom gewellten Relief der Hügel um Clermont eingenommen. Nach Nordosten reicht das Gemeindeareal bis in das Waldgebiet des Bois des Bolioz. Die nördlichen Gemeindeteile werden durch den Ruisseau de Croasse und den Ruisseau de Findreuze zu den Usses entwässert, während die Morge das Wasser nach Süden zum Fier führt. Mit 699 m wird im Hügelland von Clermont die höchste Erhebung der Gemeinde erreicht.
Zu Clermont gehören neben dem eigentlichen Ortskern auch verschiedene Weilersiedlungen und Gehöfte (alle auf den Höhen rund um Clermont gelegen), darunter: 
- La Croix Rouge (628 m)
- Botesse (631 m)
- Essert (650 m)

Nachbargemeinden von Clermont sind Desingy und Chilly im Norden, Menthonnex-sous-Clermont im Osten, Crempigny-Bonneguête im Süden sowie Droisy im Westen.

## Geschichte
Clermont wurde im Mittelalter unter den latinisierten Namen Claromontium und Claromontum erwähnt und leitet sich somit von den Wörtern clarus (hell, klar) und mons (Berg) ab. Seit dem 12. Jahrhundert bildete Clermont eine Herrschaft, welche den Grafen von Genf unterstand. Das alte Schloss diente den Grafen zeitweise als Sommersitz. Im 15. Jahrhundert gelangte Clermont unter die Herrschaft von Savoyen und teilte fortan dessen Schicksal.

## Sehenswürdigkeiten

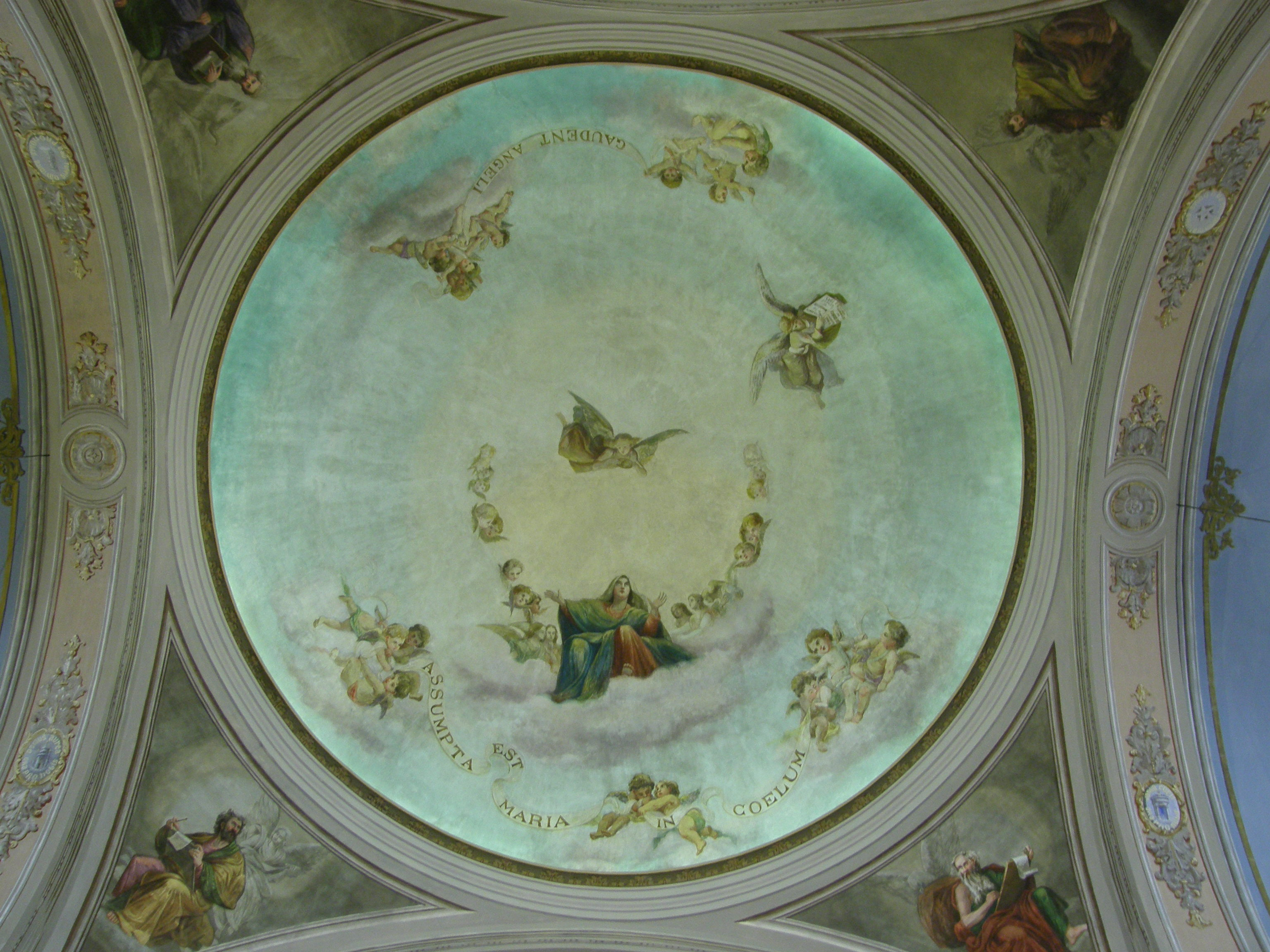
Deckenbemalung der Kirche von Clermont

Die Dorfkirche Saint Étienne von Clermont stammt in ihrer heutigen Gestalt aus dem 19. Jahrhundert. Ihre Ausstattung ist als Monument historique geschützt.
Die bedeutendste Sehenswürdigkeit ist aber das Château de Clermont, das 1575 bis 1578 im Stil der italienischen Renaissance erbaut wurde. Es besitzt einen bemerkenswerten Innenhof mit Arkaden sowie ein schönes Portal und ist ebenfalls als Monument historique klassifiziert. Das Schlossmuseum zeigt wechselnde Ausstellungen; in der Schlosskapelle befindet sich eine Sammlung religiöser Kunst. Außerdem sind Ruinen des alten Schlosses aus dem 12. Jahrhundert erhalten.

## Bevölkerungsentwicklung
| Jahr                       | 1962 | 1968 | 1975 | 1982 | 1990 | 1999 | 2006 |
| Einwohner                  | 240  | 234  | 211  | 223  | 244  | 331  | 383  |
| Quellen: Cassini und INSEE |      |      |      |      |      |      |      |

Mit 449 Einwohnern (Stand 1. Januar 2022) gehört Clermont zu den kleinen Gemeinden des Département Haute-Savoie. Im Verlauf des 19. und 20. Jahrhunderts nahm die Einwohnerzahl aufgrund starker Abwanderung kontinuierlich ab (1861 wurden in Clermont noch 477 Einwohner gezählt). Seit Beginn der 1980er Jahre wurde dank der schönen Wohnlage jedoch wieder eine Bevölkerungszunahme verzeichnet.

## Wirtschaft und Infrastruktur
Clermont ist noch heute ein vorwiegend durch die Landwirtschaft geprägtes Dorf. Daneben gibt es einige Betriebe des lokalen Kleingewerbes. Zahlreiche Erwerbstätige sind Wegpendler, die in den größeren Ortschaften der Umgebung sowie im Raum Annecy ihrer Arbeit nachgehen.
Die Ortschaft liegt abseits der größeren Durchgangsstraßen, etwas oberhalb der Departementsstraße D910, die von Frangy nach Rumilly führt. Weitere Straßenverbindungen bestehen mit Seyssel, Desingy, Chilly und Menthonnex-sous-Clermont. Der nächste Anschluss an die Autobahn A40 befindet sich in einer Entfernung von rund 15 km.

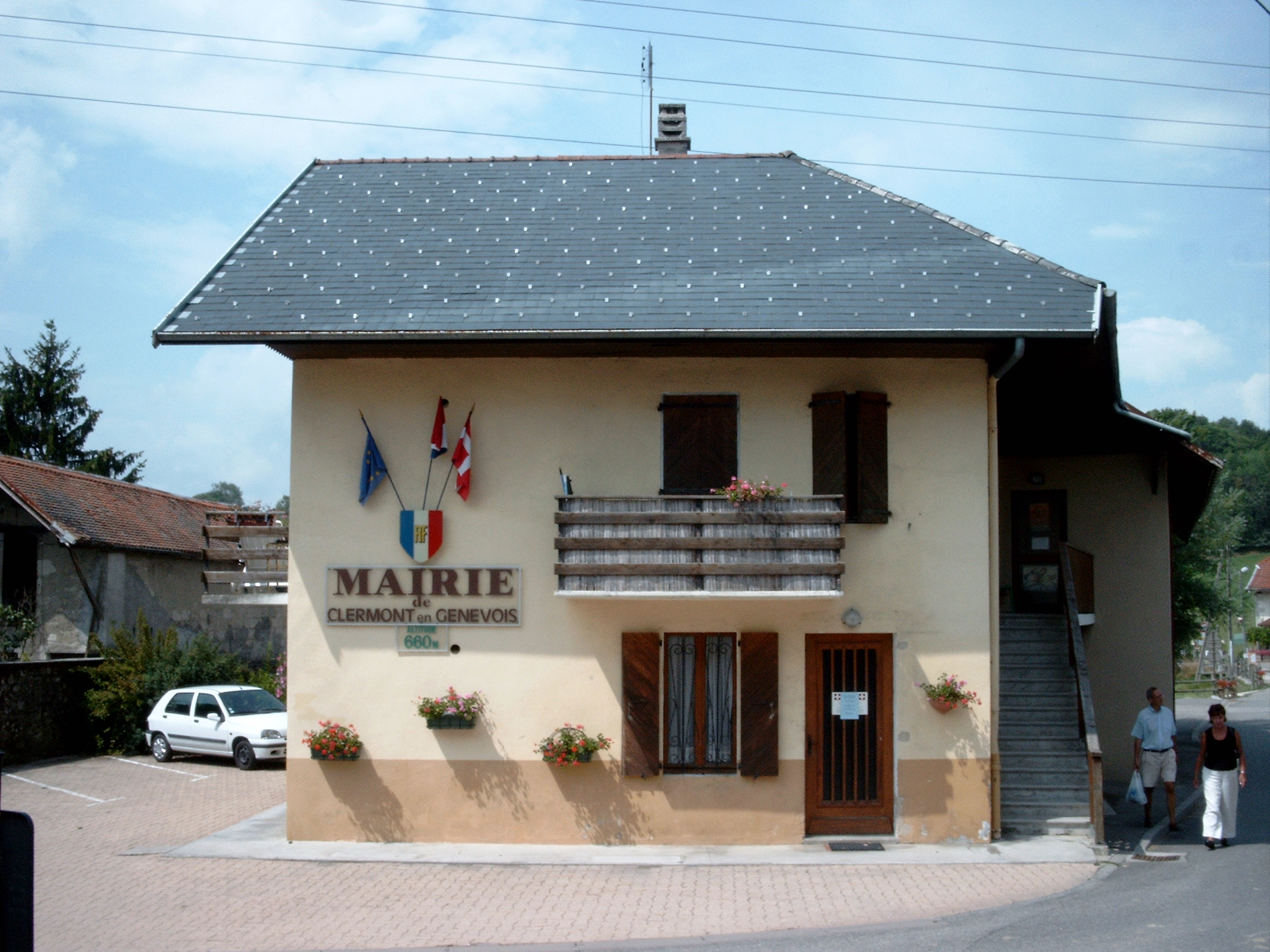
Bürgermeisteramt (Mairie) von Clermont
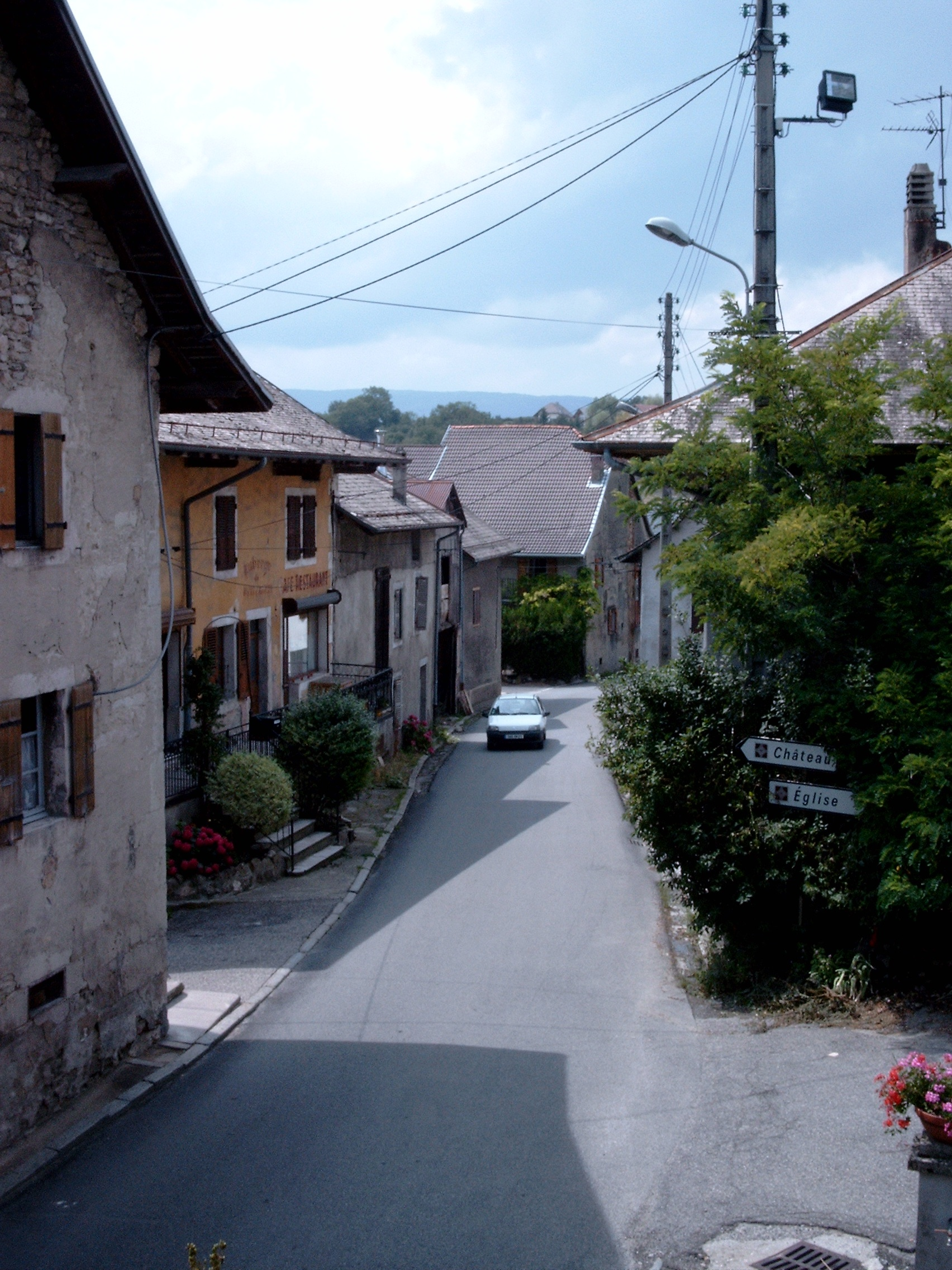
Hauptstraße in Clermont
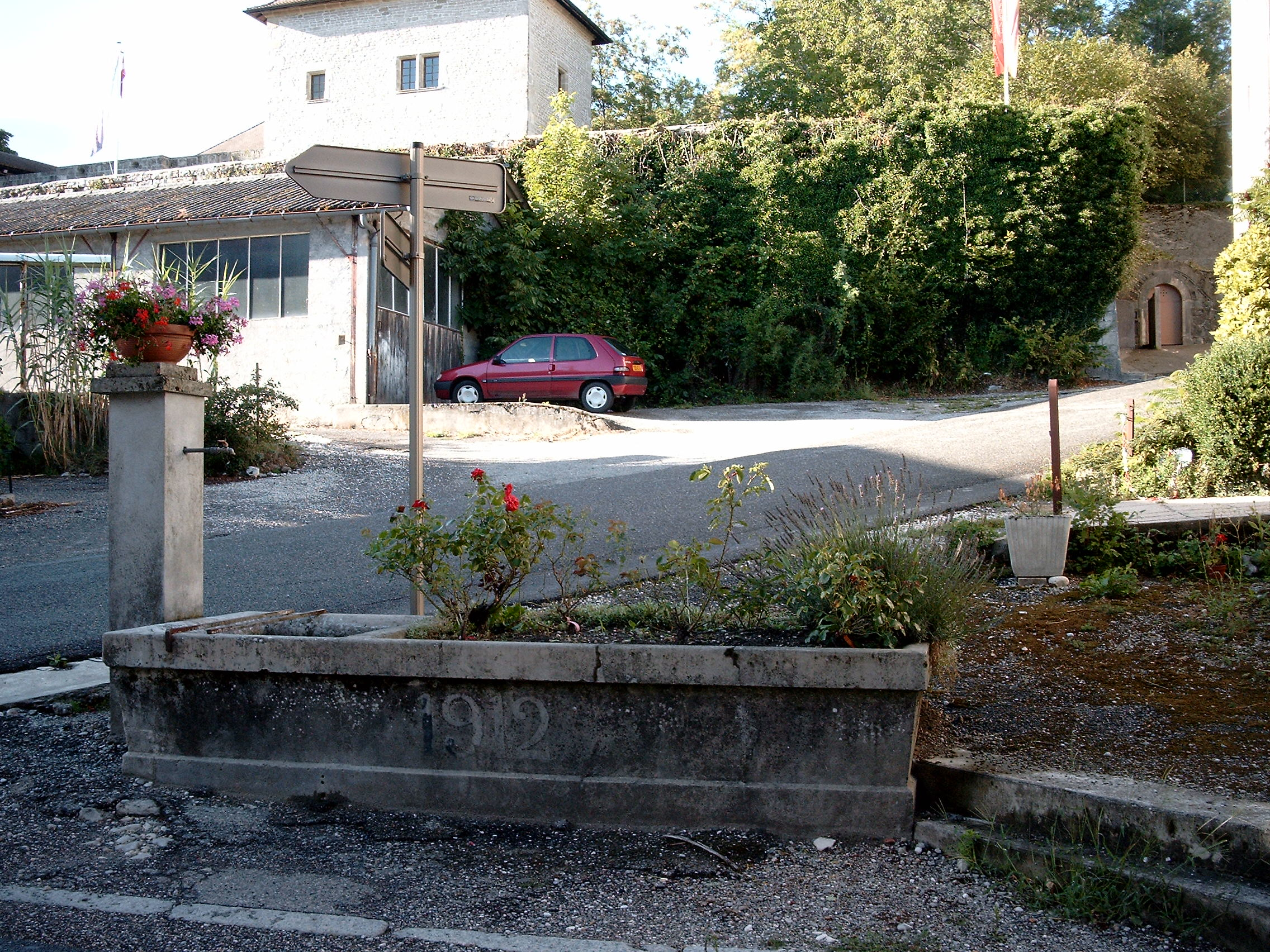
Dorfbrunnen
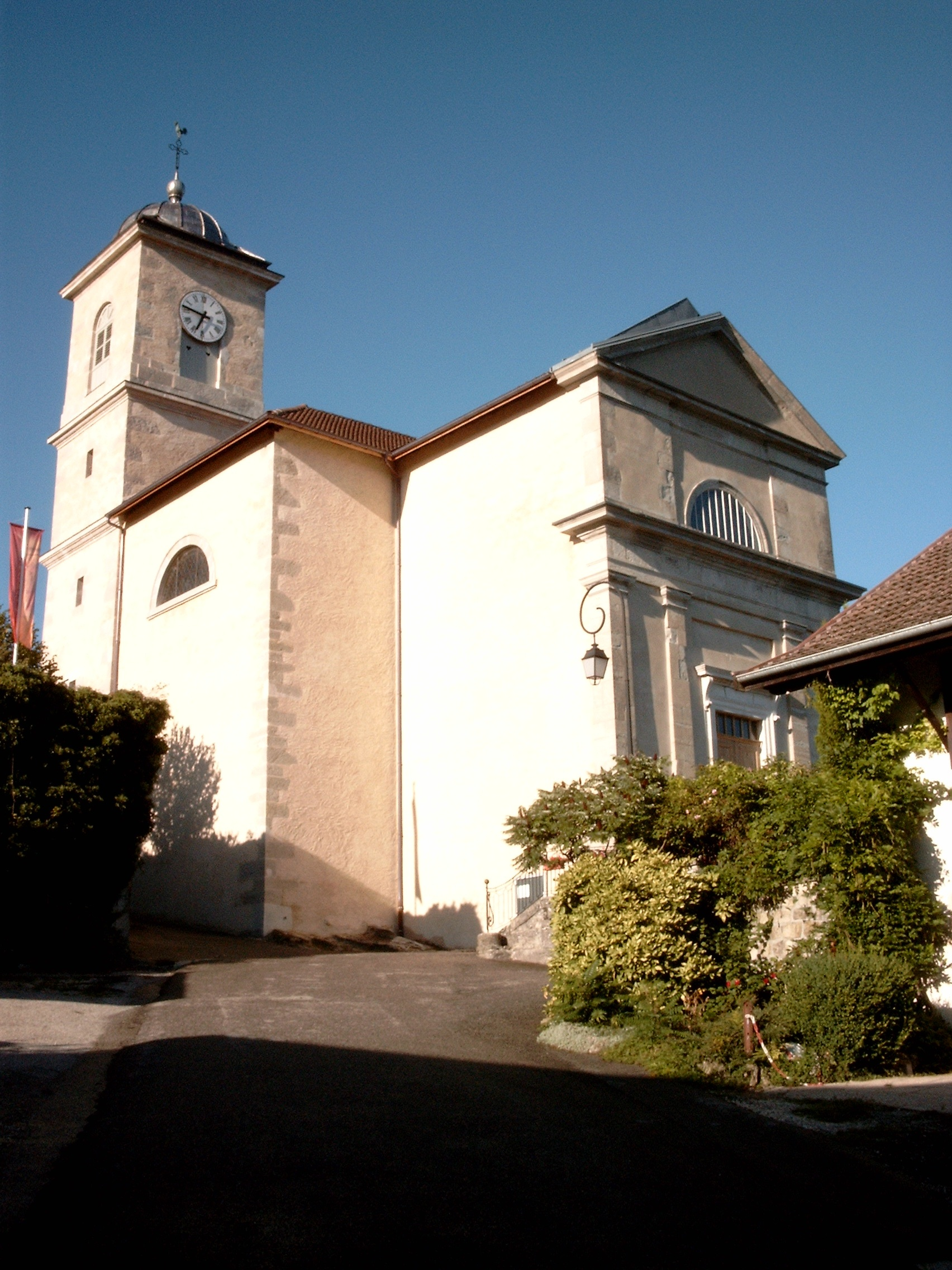
Blick auf die Kirche
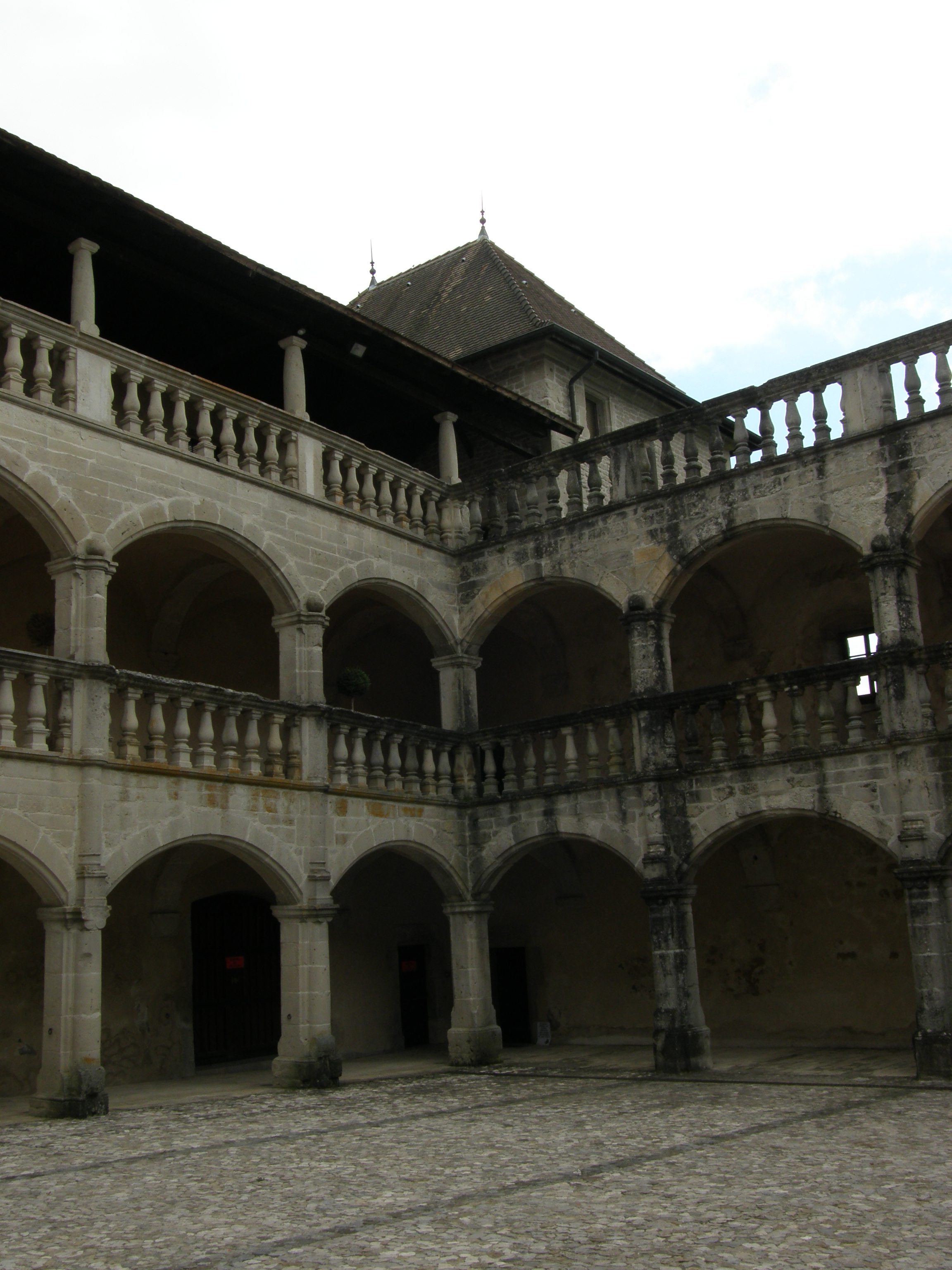
Innenhof des Château de Clermont
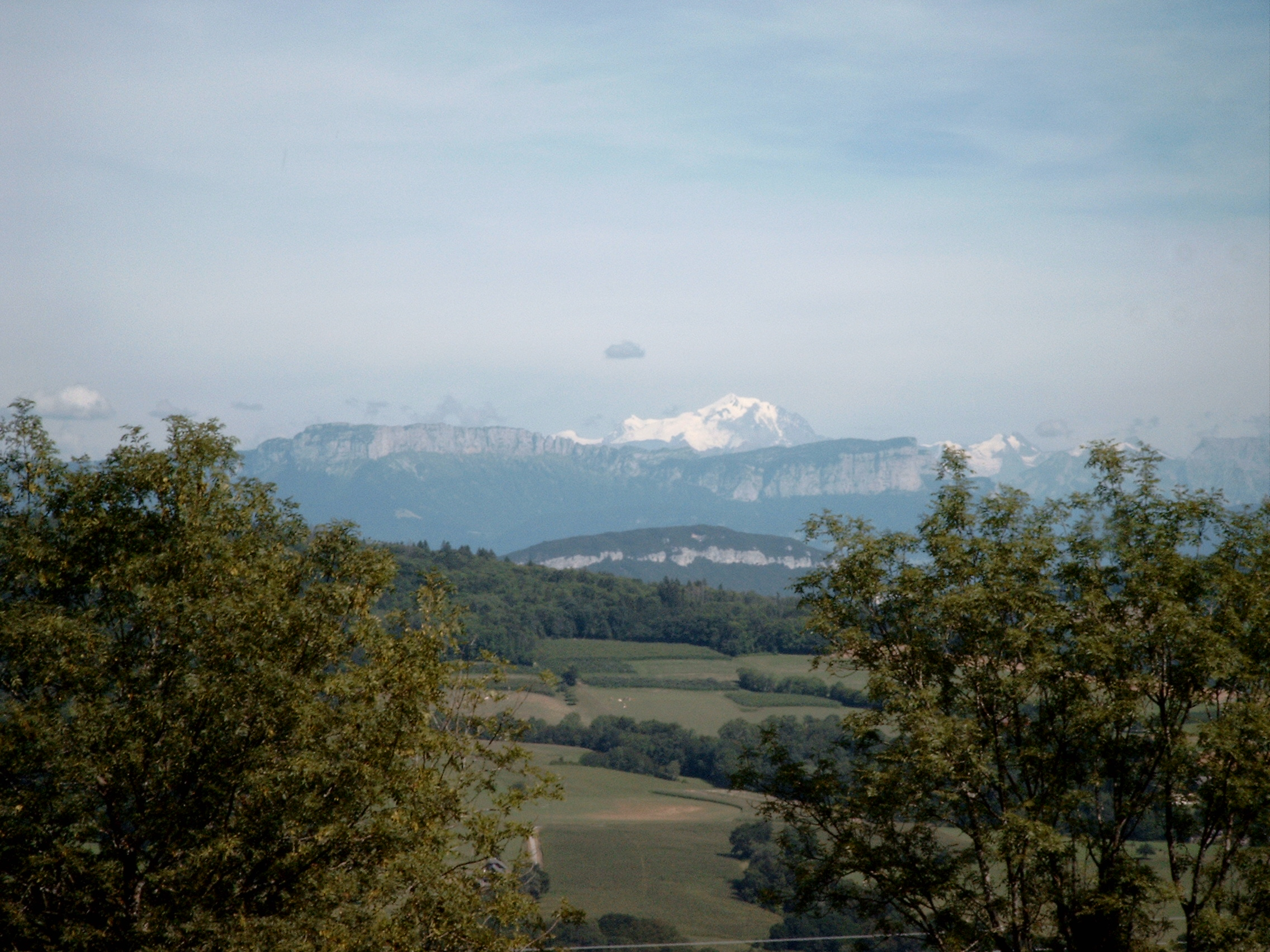
Blick auf den Mont Blanc von den Wäldern des Château de Clermont